# Richard Cumberland

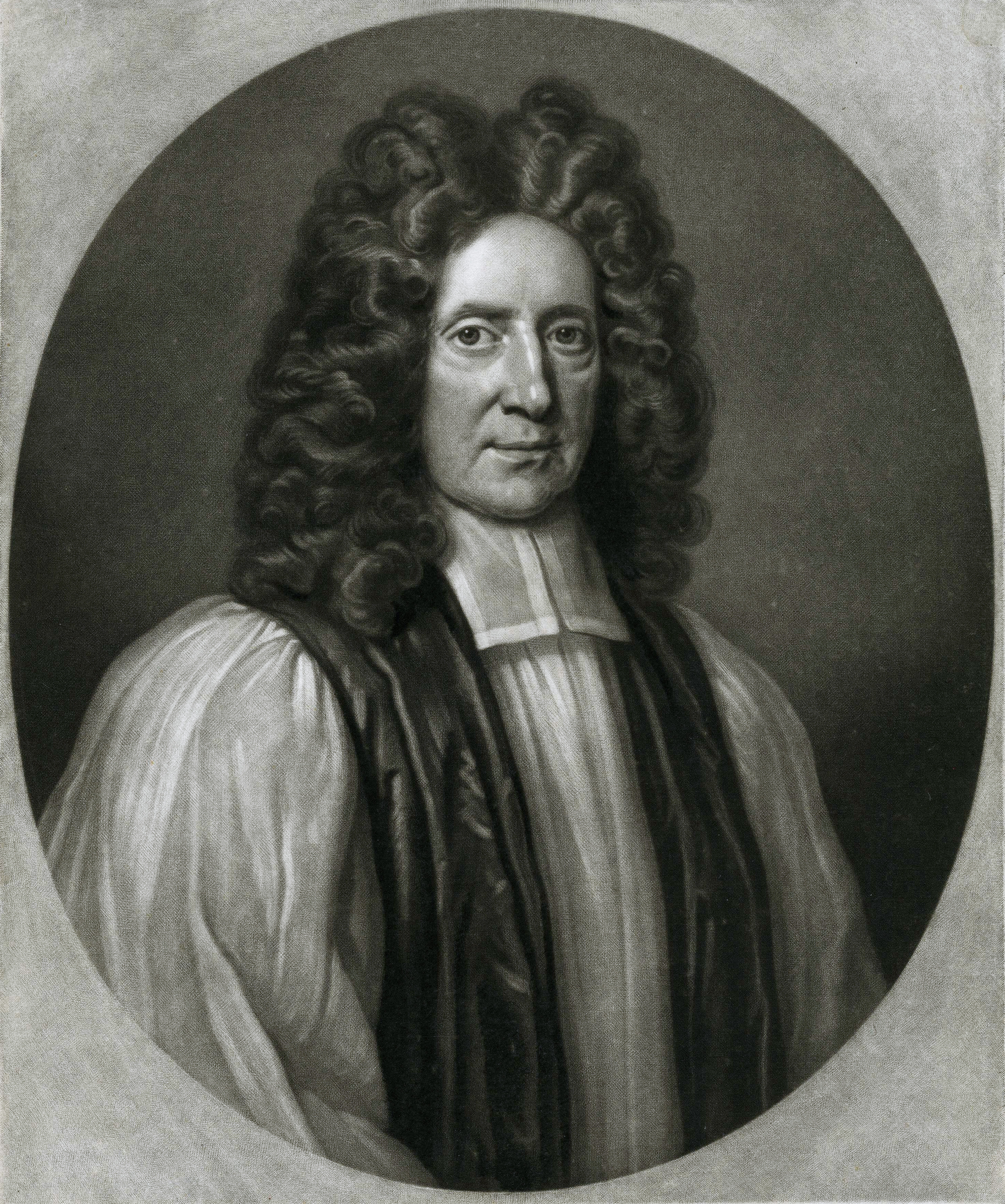
Richard Cumberland, gravura de John Smith após Thomas Murray.

Richard Cumberland (15 de julho de 1631 (ou 1632) - 9 de outubro de 1718) foi um filósofo inglês e bispo de Peterborough desde 1691. Em 1672, ele publicou sua obra principal, De legibus naturae (Sobre as leis naturais), propondo o utilitarismo e opondo-se à ética egoísta de Thomas Hobbes.
Cumberland era um membro do movimento latitudinário, junto com seu amigo Hezekiah Burton do Magdalene College, Cambridge e intimamente aliado com os platonistas de Cambridge, um grupo de filósofos eclesiásticos centrados na Universidade de Cambridge em meados do século XVII.

## Início da vida
Ele nasceu na paróquia de St Ann, perto de Aldersgate, onde seu pai era alfaiate. Ele foi educado na St Paul's School, onde Samuel Pepys era amigo, e a partir de 1649 no Magdalene College, em Cambridge, onde obteve uma bolsa. Obteve o grau de Bacharel em Artes em 1653; e, tendo procedido ao mestrado em 1656, foi incorporado no ano seguinte no mesmo grau na Universidade de Oxford.
Por algum tempo ele estudou medicina; e embora não tenha aderido a esta profissão, manteve seus conhecimentos de anatomia e medicina. Ele obteve o grau de Bacharel em Divindade em 1663 e o de Doutor em Divindade em 1680. Entre seus contemporâneos e amigos íntimos estavam Hezekiah Burton, Sir Samuel Morland, que se distinguiu como matemático, e Orlando Bridgeman, que se tornou Senhor Guardião do Grande Selo.
A primeira preferência de Cumberland, concedida a ele em 1658 por Sir John Norwich do Rump Parlament, foi a reitoria de Brampton Ash em Northamptonshire. Em 1661 foi nomeado um dos doze pregadores da universidade. O Senhor Guardião, que obteve seu cargo em 1667, o convidou para Londres, e em 1670 garantiu para ele a reitoria de Todos os Santos em Stamford. Neste ano, Cumberland casou-se com Anne Quinsey. Adquiriu crédito pela fidelidade com que desempenhou suas funções. Além de seu trabalho comum, ele realizou a palestra semanal.

## De legibus naturae
Em 1672, aos quarenta anos, publicou seu primeiro trabalho, intitulado De legibus naturae. É dedicado a Sir Orlando Bridgeman, e é precedido por um "Alloquium ad Lectorem", contribuído por Hezekiah Burton. Apareceu durante o mesmo ano de De jure naturae et gentium de Pufendorf, e foi altamente elogiado em uma publicação posterior por Pufendorf. Stephen Darwall escreve que
o Tratado foi considerado como uma das três grandes obras da tradição do direito natural moderno,
os outros são On the Law of War and Peace, de Grotius, e De jure naturae, de Pufendorf. Tem sido descrito como um
reafirmação da doutrina da lei da natureza como fundamento da obrigação de todas as virtudes morais. A obra é pesada em estilo e sua análise filosófica carece de rigor; mas sua insistência na natureza social do homem e sua doutrina do bem comum como lei suprema da moralidade antecipam a direção tomada por grande parte do pensamento ético do século seguinte.
(De The Cambridge History of English and American Literature em 18 Volumes (1907-1921))
As traduções inglesas do tratado foram publicadas em 1692, por James Tyrrell, e em 1727, por John Maxwell.

## Visões filosóficas
A filosofia de Cumberland é exposta em De legibus naturae. Seu principal objetivo é combater os princípios que Hobbes havia promulgado sobre a constituição do homem, a natureza da moralidade e a origem da sociedade, e provar que a vantagem pessoal não é o objetivo principal do homem, que a força não é o objetivo principal, fonte de obrigação pessoal de conduta moral nem fundamento de direitos sociais, e que o estado de natureza não é um estado de guerra. As opiniões de Hobbes parecem a Cumberland totalmente subversivas a religião, da moralidade e da sociedade civil. Ele procura, via de regra, estabelecer proposições diretamente antagônicas. Ele se abstém, no entanto, de denúncia e é um oponente justo na medida de seu discernimento.

A base de sua teoria ética é a benevolência. De acordo com Parkin (p. 141)
O De legibus naturae é um livro sobre como os indivíduos podem descobrir os preceitos da lei natural e a obrigação divina que está por trás dela. [...] Poderia, ou deveria, a filosofia natural pretender ser capaz de revelar informações substanciais sobre a natureza da vontade de Deus, e também a obrigação divina? Para os escritores que aceitavam uma compreensão voluntarista e nominalista da relação entre Deus e o homem (tanto Cumberland quanto Hobbes), essa não era uma pergunta fácil de responder.
Darwall (p. 106) escreve que Cumberland
segue Hobbes na tentativa de fornecer uma explicação totalmente naturalista da força normativa da obrigação e da ideia de um ditame racional, embora ele rejeite a teoria de Hobbes de que estes derivam inteiramente da racionalidade instrumental.

### Leis da natureza/leis naturais
As leis da natureza são definidas por ele como
proposições imutavelmente verdadeiras reguladoras de ações voluntárias quanto à escolha do bem e à evitação do mal, e que carregam consigo a obrigação de atos externos de obediência, mesmo à parte das leis civis e de quaisquer considerações de pactos constitutivos do governo.
Essa definição, diz ele, será admitida por todas as partes. Alguns negam que tais leis existam, mas admitirão que é isso que deve ser entendido por eles. Há, portanto, um terreno comum para as duas escolas opostas de moralistas se juntarem à questão. A questão entre eles é: tais leis existem ou não? Ao raciocinar assim, Cumberland obviamente esqueceu qual era realmente a posição mantida por seu principal antagonista.
Hobbes não negou que houvesse leis da natureza, leis anteriores ao governo, leis mesmo em um sentido eternas e imutáveis. As virtudes como meios para a felicidade lhe pareciam ser tais leis. Eles precedem a constituição civil, que apenas aperfeiçoa a obrigação de praticá-los. Ele negou expressamente, no entanto, que "eles carregam consigo a obrigação de atos externos de obediência, mesmo à parte das leis civis e de qualquer consideração de pactos constitutivos de governos".
Muitos além de Hobbes devem ter se sentido insatisfeitos com a definição. É ambíguo e obscuro. Em que sentido uma lei da natureza é uma "proposição"? É como a expressão de uma relação constante entre os fatos, ou é como a expressão de um mandamento divino? Uma proposição nunca é em si um fato último, embora possa ser a afirmação de tal fato. E em que sentido uma lei da natureza é uma proposição "imutavelmente verdadeira"? É assim porque os homens sempre e em todos os lugares o aceitam e agem de acordo com ele, ou simplesmente porque eles sempre e em todos os lugares devem aceitá-lo e agir de acordo com ele? A definição, na verdade, não explica nada.
A existência de tais leis pode, segundo Cumberland, ser estabelecida de duas maneiras. O inquiridor pode partir dos efeitos ou das causas. O primeiro método foi adotado por Hugo Grotius, Robert Sharrock e John Selden. Eles procuraram provar que havia verdades universais, que podem ser chamadas de leis da natureza, pela concordância dos testemunhos de muitos homens, povos e épocas, e pela generalização das operações de certos princípios ativos. Cumberland admite que esse método seja válido, mas prefere o outro, que vai das causas aos efeitos, como mostrando mais convincentemente que as leis da natureza carregam consigo uma obrigação divina. Mostra não apenas que essas leis são universais, mas que foram concebidas como tal; que o homem foi constituído como ele é para que eles possam ser. Na execução desse método, ele se recusa expressamente a recorrer ao que chama de "o expediente curto e fácil dos platônicos", a suposição de ideias inatas das leis da natureza.
Ele acha desaconselhável construir as doutrinas da religião e da moralidade naturais sobre uma hipótese que muitos filósofos rejeitaram e que não pôde ser provada contra os epicuristas, os principais contestadores da existência das leis da natureza. Ele não pode presumir, diz ele, que tais ideias existiram desde a eternidade na mente divina, mas devem partir dos dados dos sentidos e da experiência, e daí pela busca da natureza das coisas para descobrir suas leis. É somente através da natureza que podemos ascender ao Deus da natureza. Seus atributos não devem ser conhecidos por intuição direta. Ele, portanto, sustentou que o terreno defendido pelos platônicos de Cambridge não poderia ser mantido contra Hobbes.
Suas simpatias, no entanto, estavam todas do lado deles, e ele não faria nada para diminuir suas chances de sucesso. Ele nem mesmo se oporia à doutrina das ideias inatas, porque ela olhava com olhos amigos para a piedade e a moralidade. Ele admitiu que talvez pudesse ser o caso de que as ideias nascessem conosco e depois fossem impressas em nós de fora.

### Teoria ética
A teoria ética de Cumberland se resume em seu princípio de benevolência universal, a fonte do bem moral. "Nenhuma ação pode ser moralmente boa se não contribuir em sua própria natureza para a felicidade dos homens."
A Benevolência de Cumberland é, deliberadamente, a antítese precisa do egoísmo de Hobbes. Cumberland sustentou que a busca sincera do bem de todos contribui para o bem de cada um e traz felicidade pessoal; que o processo oposto envolve miséria para os indivíduos, incluindo o eu. Cumberland nunca recorreu à evidência da história, embora acreditasse que a lei da benevolência universal havia sido aceita por todas as nações e gerações; e ele se abstém de argumentos fundados na revelação, sentindo que era indispensável estabelecer os princípios do direito moral sobre a natureza como base.
Seu método era a dedução da propriedade de certas ações da consideração do caráter e posição dos agentes racionais no universo. Ele argumenta que tudo o que vemos na natureza é enquadrado de forma a evitar e rejeitar o que é perigoso para a integridade de sua constituição; que a raça humana seria uma anomalia no mundo se não terminasse sua conservação em seu melhor estado; que a benevolência de todos para com todos é o que em uma visão racional da criação é o único de acordo com seu plano geral; que várias peculiaridades do corpo do homem indicam que ele foi feito para cooperar com seus semelhantes e para manter a sociedade; e que certas faculdades de sua mente mostram que o bem comum está mais essencialmente ligado à sua perfeição do que qualquer busca de vantagem privada. Todo o curso de seu raciocínio prossegue e é permeado pelo princípio das causas finais.

### Utilitarismo
Ele pode ser considerado o fundador do utilitarismo inglês. Seu utilitarismo é distinto do individualismo de alguns utilitaristas posteriores; vai ao extremo contrário, quase absorvendo o individual no bem universal. À pergunta "Qual é o fundamento da retidão?", ele responde, o maior bem do universo dos seres racionais. Esta é uma versão do utilitarismo.
Nem olha apenas para os prazeres inferiores, os prazeres dos sentidos, como constituintes do bem, mas se eleva acima deles para incluir especialmente o que tende a aperfeiçoar, fortalecer e expandir nossa verdadeira natureza. A existência e a extensão de nossos poderes do corpo e da mente são consideradas boas por si mesmas, sem respeito ao prazer.
As opiniões de Cumberland sobre esse ponto foram abandonadas há muito tempo pelos utilitaristas como destruidoras da homogeneidade e autoconsistência de sua teoria; mas John Stuart Mill e alguns outros escritores os reproduziram conforme necessário para sua defesa contra acusações não menos graves do que até mesmo inconsistência. A resposta que Cumberland dá à pergunta “De onde vem nossa obrigação de observar as leis da natureza?” é que a felicidade flui da obediência e a miséria da desobediência a elas, não como meros resultados de uma necessidade cega, mas como expressões da vontade divina.

### Recompensa e punição
Recompensa e punição, complementadas por retribuição futura, são, em sua opinião, as sanções das leis da natureza, as fontes de nossa obrigação de obedecê-las. À outra grande questão ética, Como se apreendem as distinções morais?, ele responde que é por meio da reta razão. Mas por razão correta ele quer dizer apenas o poder de elevar-se às leis gerais da natureza a partir de fatos particulares da experiência. Não é nenhuma faculdade peculiar ou função distintiva da mente; não envolve nenhum elemento original de cognição; começa com sentido e experiência; é gerado gradualmente e totalmente derivado.
Esta doutrina encontra-se apenas em germe em Cumberland, mas será encontrada em plena floração em Hartley, Mackintosh e associacionistas posteriores.

## Obras (títulos completos)
- Cumberland, Richard (1672). De legibus naturae disquisitio philosophica, in qua earum forma, summa capita, ordo, promulgatio, et obligatio e rerum natura investigantur; quin etiam elementa philosophiae Hobbianae, cum moralis tum civilis, considerantur et refutantur. London: [s.n.]
- An Essay towards the Recovery of the Jewish Measures and Weights, comprehending their Monies; by help of ancient standards, compared with ours of England: useful also to state many of those of the Greeks and Romans, and the Eastern Nations. London: [s.n.] 1686
- Sanchoniatho's Phoenician History: Translated from the First Book of Eusebius De Praeparatione Evangelica. With a Continuation of Sanchoniatho's History by Eratosthenes Cyrenaeus's Canon, which Dicaearchus connects with the First Olympiad. These Authors are illustrated with many Historical and Chronological Remarks, proving them to contain a Series of Phoenician and Egyptian Chronology, from the first Man to the first Olympiad, agreeable to the Scripture Accounts. London: [s.n.] 1720
- Origines gentium antiquissimae: Attempts for discovering the Times of the First Planting of Nations: in several Tracts. London: [s.n.] 1724